# Sint-Wivinaprocessie

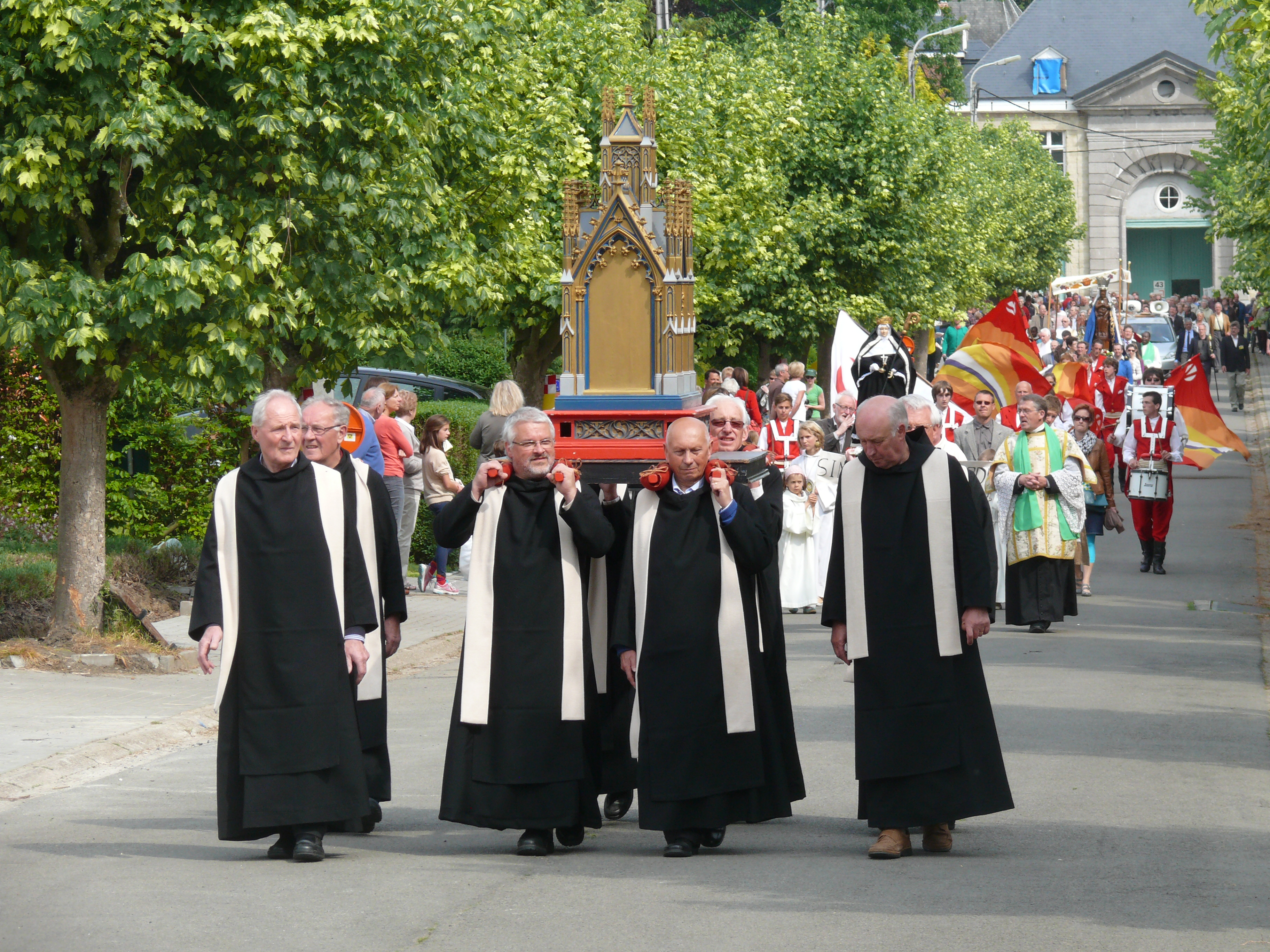
De Sint-Wivinaprocessie in 2014

De Sint-Wivinaprocessie is een processie ter ere van Wivina van Bijgaarden. Ze wordt in Groot-Bijgaarden gehouden, een deelgemeente van het Vlaams-Brabantse Dilbeek.

## Geschiedenis
Wivina trok zich in de 12e eeuw terug in de bossen van Groot-Bijgaarden en stichtte er een klooster dat later zou uitgroeien tot de Sint-Wivina-abdij. Van de abdij rest enkel nog de Sint-Wivinakapel. Wivina werd heilig verklaard.

## De Processie
De processie dateert van kort na het overlijden van Wivina in 1170. De tweejaarlijkse processie wordt georganiseerd op de even jaren door het Processiecomité van Groot-Bijgaarden. Ze trekt van de Sint-Egidiuskerk naar de Wivinakapel. Groepen in historische klederdracht, praalwagens, vendeliers en figuranten nemen eraan deel. Aan de Wivinakapel spelen de fanfares van Groot-Bijgaarden en Sint-Martens-Bodegem tijdens de slotplechtigheid het Wivinalied.
In 2019 gaf het processiecomité de optocht een nieuw elan. Zo werd het concept herwerkt tot een statische processie met verschillende staties waarlangs de deelnemers zelf rondgaan. In 2020 zou de vernieuwde processie voor het eerst doorgaan, maar door de corona-maatregelen werd de relance uitgesteld naar 2021.